# Ischnurges minoralis
Ischnurges minoralis là một loài bướm đêm trong họ Crambidae.